# Bedford
|  | Aquest article tracta sobre la ciutat anglesa. Vegeu-ne altres significats a «Bedford (desambiguació)». |

Bedford (pronunciat /ˈbɛdfəd/) és un municipi del Regne Unit, situat al comtat de Bedfordshire (Anglaterra) i és la capital d'aquest comtat. A la vora del riu Gran Ouse, té una estructura extensa que de vegades forma una continuïtat amb les poblacions veïnes, de fet existeix un districte electoral homònim que es va crear el 1974 i que inclou la ciutat de Bedford i la seva rodalia. Amb el gran nombre d'emigrants que hi habiten, Bedford és una ciutat diversa des del punt de vista ètnic i lingüístic, la comunitat més gran són habitants d'origen italià.

## Geografia
Bedford està situada en la vessant calcària dels Chilterns. Pel seu territori passa el riu Gran Ouse, on se li van fer dos canals artificials al segle XVII: el Old Bedford i New Bedford per aconseguir una via més ràpida cap a la mar i drenar els territoris dels Fens.
Bedford està dividida en 10 barris (wards): Brickhill, Castle, Cauldwell, De Parys, Goldington, Harpur, Kingsbrook, Newnham, Putnoe i Queens Park. L'àrea urbana s'estén fins a trobar-se amb els municipis veïns, motiu pel qual el 1974 es va crear el Borough of Bedford una àrea metropolitana que té Bedford com a centre. Els municipis amb què limita són: Kempston, Elstow, Renhold, Ravensden i Wixams.

## Història
Es creu que el seu nom deriva del d'un cabdill anglosaxó anomenat Beda, unit a la paraula ford «lloc per travessar un riu». Bedford era una ciutat agrícola que atreia gent el seu mercat. L'any 796 el rei Offa de Mèrcia va ser enterrat aquí. El 886 va esdevenir una ciutat fronterera que marcava els límits entre Wessex i Danelaw. Va ser la seu de la baronia de Bedford. El primer castell conegut el va fer construir Eduard el Vell l'any 919, a la riba sud del Gran Ouse. Aquesta fortalesa va ser destruïda pels danesos. Guillem II va traspassar la baronia de Bedford a Paine de Beauchamp qui en va construir una de nova. El nou castell va ser enderrocat en un atac el 1224 i actualment només en queden els fonaments.
Enric II va concedir a la ciutat una seva carta de privilegis el 1166. Al llarg de l'edat mitjana, Bedford va prosperar amb el mercat de la llana procedent de les ovelles que es criaven al seu terme. A partir del segle xvi a Bedford i gran part de la comarca va sorgir un nou producte per comerciar: la punta al coixí, que no va deixar de ser important fins a començaments del segle xx.
El riu Gran Ouse es va fer navegable fins a Bedford l'any 1689, cosa que va millorar el transport de mercaderies. En aquesta època el comerç de la llana va començar a anar en declivi mentre que la fabricació de cervesa anava prenent més importància a Bedford.

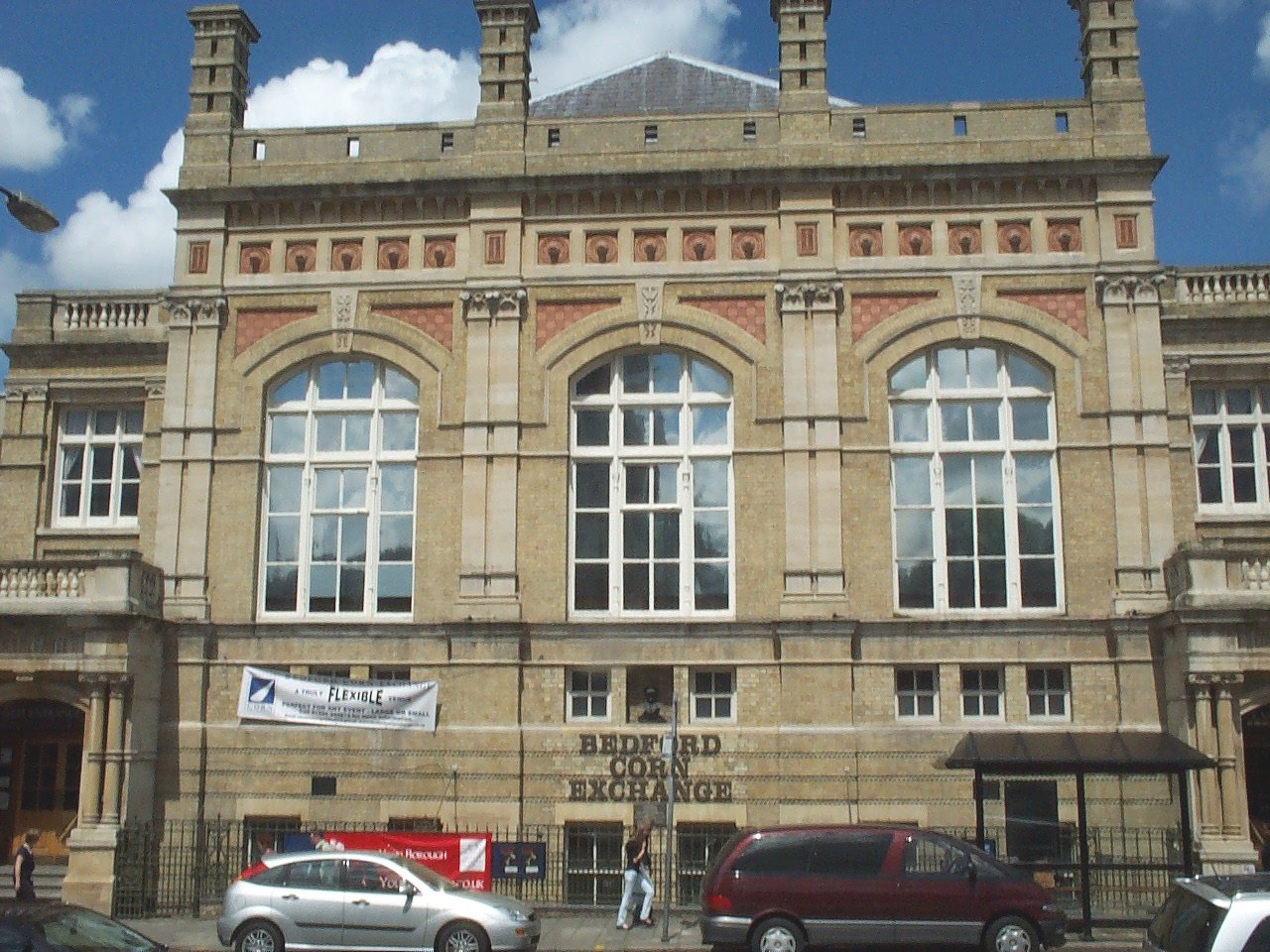
El Corn Exchange

El 1660 l'escriptor John Bunyan va estar tancat a la presó de Bedford i va aprofitar per escriure El viatge del pelegrí (The Pilgrim's Progress).
Al segle xix la ciutat va ser un important centre d'enginyeria amb una fàbrica d'avions. L'any 1832 es va introduir l'enllumenat de gas, i el ferrocarril va arribar a Bedford el 1846. El 1849 es va construir un edifici que aplegava les necessitats econòmiques i culturals del moment, el Corn Exchange, que servia alhora per fer negocis i també com a teatre i auditori. El 1864 es van excavar els primers embornals als carrers.

## Clima
Com la resta del país Bedford té un clima humit. L'estació meteorològica més propera és l'aeroport de Thurleigh, situat a unes 6,5 milles al nord del centre de la ciutat i elevat a 85 msnm. Des del 1980, les temperatures més extremes que s'han enregistrat són: 35.9 °C (97F) l'agost del 2003 i 35.3 °C (95F) el juliol del 2006 com a màximes i la mínima és de −15.3 °C(4F) enregistrada el gener del 1982. Aquestes dades, però, podrien ser superades si es tinguessin registres més antics. L'altra estació propera a Bedford és la de Cardington, a unes 2.4 milles al sud-est, situada a 30 msm. En aquest punt el rècord de mínima és de −18.3 °C (-1F) que es va produir el gener del 1963.
La mitjana de pluja és de 585mm per any, amb el màxim d'1mm caigut en 109 dies.
La mitjana d'hores de sol està en 1.500 l'any, una dada típica al centre i sud d'Anglaterra.
| Dades climàtiques a Bedford (Thurleigh), 1971–2000 | Dades climàtiques a Bedford (Thurleigh), 1971–2000 | Dades climàtiques a Bedford (Thurleigh), 1971–2000 | Dades climàtiques a Bedford (Thurleigh), 1971–2000 | Dades climàtiques a Bedford (Thurleigh), 1971–2000 | Dades climàtiques a Bedford (Thurleigh), 1971–2000 | Dades climàtiques a Bedford (Thurleigh), 1971–2000 | Dades climàtiques a Bedford (Thurleigh), 1971–2000 | Dades climàtiques a Bedford (Thurleigh), 1971–2000 | Dades climàtiques a Bedford (Thurleigh), 1971–2000 | Dades climàtiques a Bedford (Thurleigh), 1971–2000 | Dades climàtiques a Bedford (Thurleigh), 1971–2000 | Dades climàtiques a Bedford (Thurleigh), 1971–2000 | Dades climàtiques a Bedford (Thurleigh), 1971–2000 |
| Mes                                                | gen                                                | febr                                               | març                                               | abr                                                | maig                                               | juny                                               | jul                                                | ag                                                 | set                                                | oct                                                | nov                                                | des                                                | anual                                              |
| -------------------------------------------------- | -------------------------------------------------- | -------------------------------------------------- | -------------------------------------------------- | -------------------------------------------------- | -------------------------------------------------- | -------------------------------------------------- | -------------------------------------------------- | -------------------------------------------------- | -------------------------------------------------- | -------------------------------------------------- | -------------------------------------------------- | -------------------------------------------------- | -------------------------------------------------- |
| Màxima rècord °C (°F)                              | 6.4 (43.5)                                         | 6.9 (44.4)                                         | 9.7 (49.5)                                         | 12.0 (53.6)                                        | 15.7 (60.3)                                        | 18.6 (65.5)                                        | 21.5 (70.7)                                        | 21.5 (70.7)                                        | 18.2 (64.8)                                        | 14.0 (57.2)                                        | 9.5 (49.1)                                         | 7.2 (45)                                           | 13.5 (56.3)                                        |
| Mínima rècord °C (°F)                              | 0.8 (33.4)                                         | 0.6 (33.1)                                         | 2.3 (36.1)                                         | 3.6 (38.5)                                         | 6.2 (43.2)                                         | 9.3 (48.7)                                         | 11.5 (52.7)                                        | 11.6 (52.9)                                        | 9.7 (49.5)                                         | 6.6 (43.9)                                         | 3.3 (37.9)                                         | 1.8 (35.2)                                         | 5.6 (42.1)                                         |
| Precipitació mitjana mm (polzades)                 | 48.4 (1.906)                                       | 36.6 (1.441)                                       | 43.5 (1.713)                                       | 47.2 (1.858)                                       | 45.3 (1.783)                                       | 56.9 (2.24)                                        | 44.7 (1.76)                                        | 48.6 (1.913)                                       | 53.6 (2.11)                                        | 56.8 (2.236)                                       | 49.0 (1.929)                                       | 53.8 (2.118)                                       | 584.4 (23.008)                                     |
| Mitjana mensual d'hores de sol                     | 58.6                                               | 76.3                                               | 99.5                                               | 153.0                                              | 183.8                                              | 185.7                                              | 200.9                                              | 188.5                                              | 139.8                                              | 114.1                                              | 72.0                                               | 51.5                                               | 1.523,6                                            |
| Font:                                              |                                                    |                                                    |                                                    |                                                    |                                                    |                                                    |                                                    |                                                    |                                                    |                                                    |                                                    |                                                    |                                                    |

## Demografia
A Bedford hi ha una de les comunitats més grans d'emigrants italians al Regne Unit. Segons el cens del 2001, gairebé el 30% de la població eren d'ascendència italiana. Aquest fet es va començar a produir la dècada del 1950 quan l'empresa London Brick Company va cercar treballadors als sud d'Itàlia. La zona on viuen més italians s'anomena Little Italy (Petita Itàlia), però a tota Bedford s'hi poden trobar bars, restaurants, carnisseries al més pur estil italià, fins i tot hi ha una església catòlica, la dels Pares Scalabrins, construïda el 1954. Des del 2008 a Bedford hi ha una oficina del consolat italià.
A més dels emigrants italians, a Bedford hi ha residents procedents dels sud d'Àsia que són el 8.1% dels habitants; els indis van començar a arribar a finals de la dècada del 1950, de la regió del Punjab i la majoria treballen també a la London Brick Company; altres procedeixen de l'Europa de l'Est, arribats a partir de l'any 2000, de Grècia i de Xipre; els procedents d'Orient Mitjà i d'Àfrica són un 3%. Tot plegat fa que Bedford sigui una ciutat diversa des del punt de vista ètnic i lingüístic en proporció amb la seva mida.

## Fills il·lustres
- Charles Mavius (1800 - [...?]), Professor i compositor musical.

## Agermanaments
Bedford té relacions d'agermanament amb:
- Arezzo (Itàlia)
- Bamberg (Alemanya)
- Rovigo (Itàlia)
- Włocławek (Polònia)

## Llocs d'interès

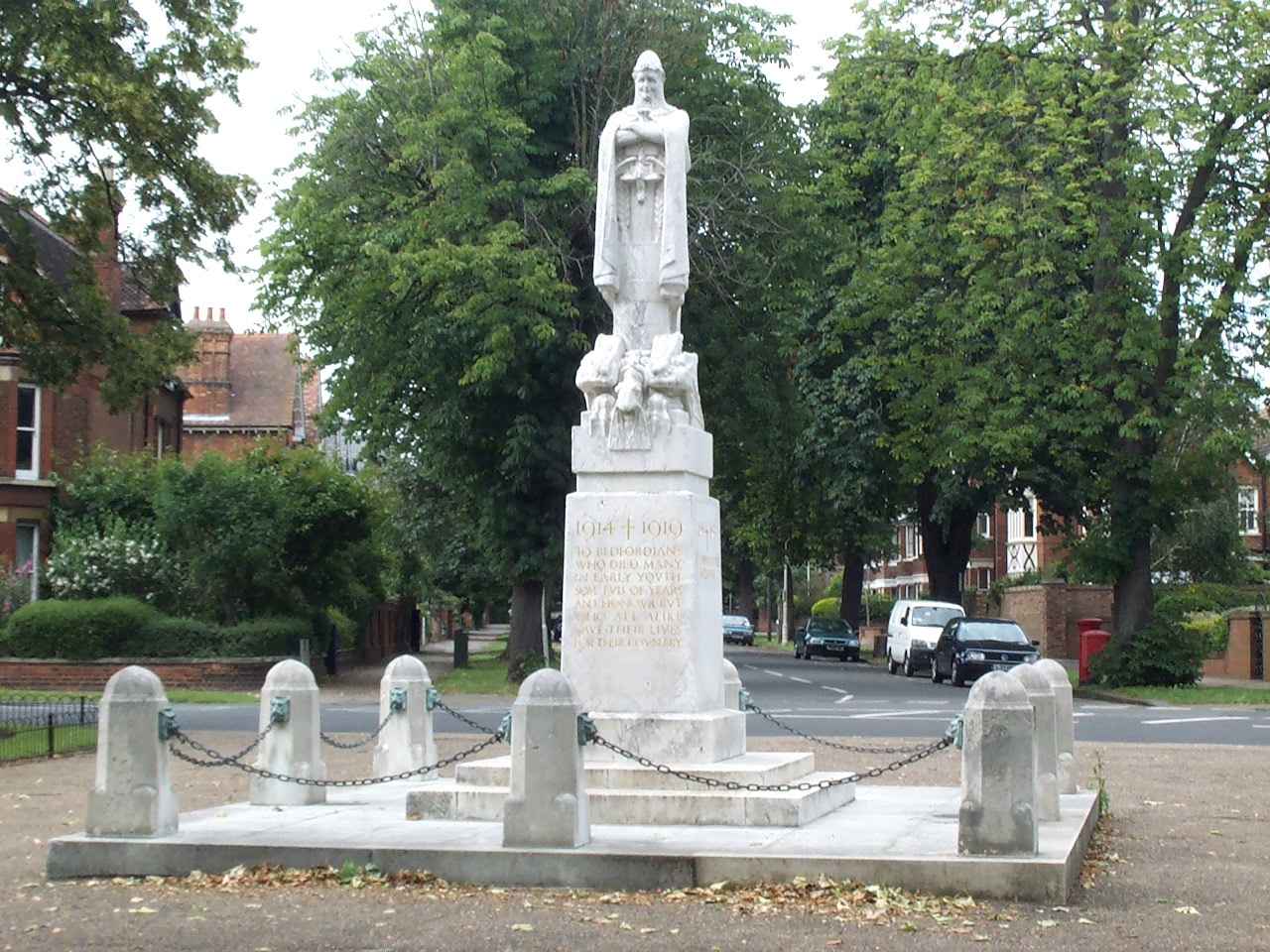
Escultura en el Embarkment

- Embankment, un passeig amb jardins a la riba de l'Ouse. En ell hi ha un monument dedicat als caiguts en la primera guerra mundial, obra de l'escultor Charles Sargeant Jagger on hi ha la figura d'un cavaller que acaba de derrotar un drac.
- Les ruïnes del castell de Bedford que, després del pas dels anys és només un monticle de 7,5 m per 49 m d'ample, la base sobre la qual estava construït.
- L'església de sant Pau, entre el 1941 i el 1945 la BBC retransmetia les misses des d'aquí.
- L'església de sant Pere que conté dos antics monòlits.
- Bedford Park, que és el parc mes gran de la ciutat i està al nord, conté un pavelló de criquet i un glorieta per a músics.
- Priory Country Park, un altre parc a l'est de la ciutat.
- Els hangars de Cardington, on es fabricaven avions el 1918, que s'han fet servir d'escenari per filmar diverses pel·lícules.[3]
- El Higgins Art Gallery & Museum, un museu situat en l'antiga casa de la família Higgins, productors de cevesa.
- Bedford Corn Exchange una sala d'espectacles.
- El teatre de la Universitat de Bedford, el més gran de la ciutat.

## Edificis religiosos

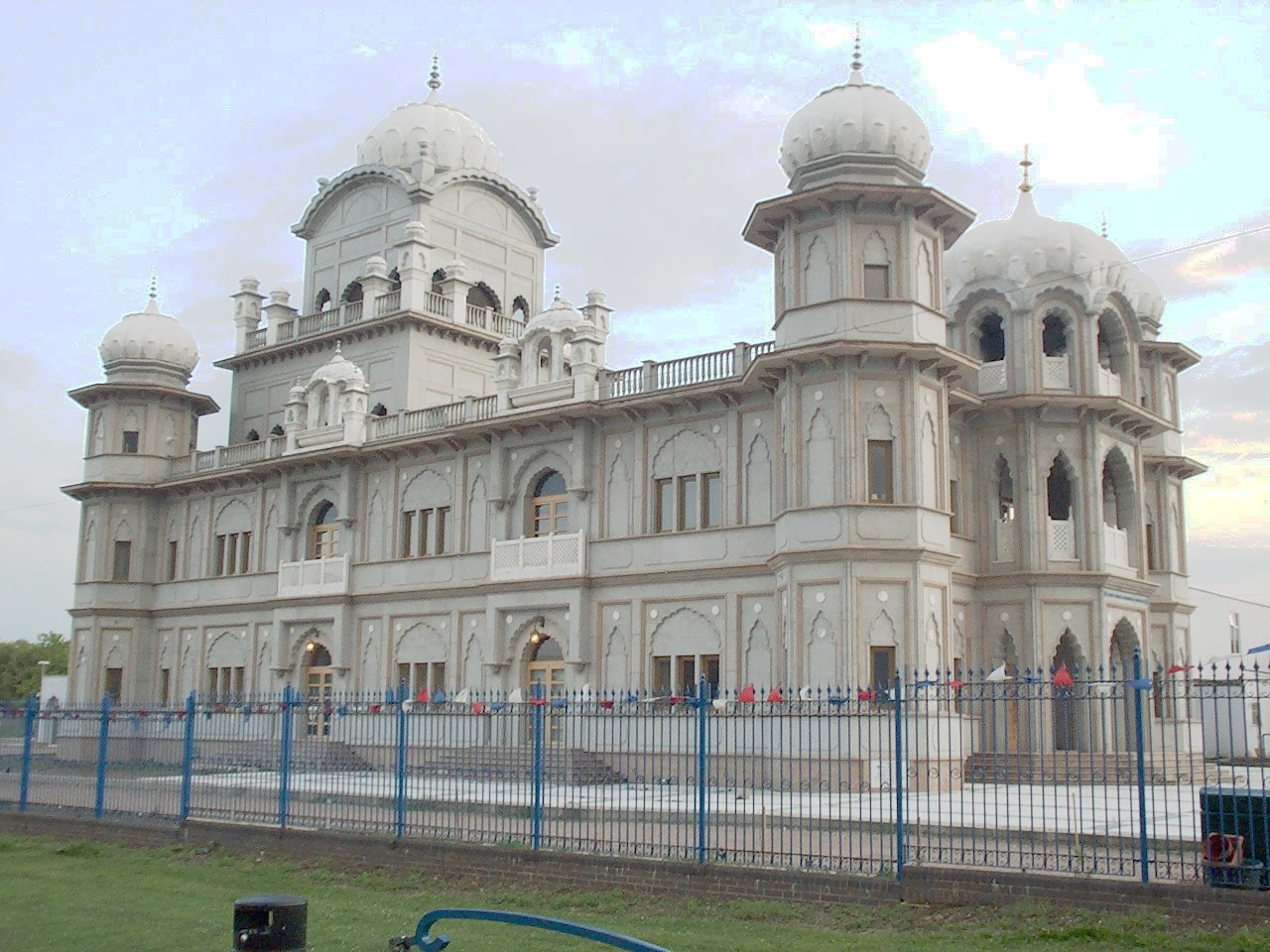
El Guru Nanak

A Bedford hi ha un gran nombre d'edificis religiosos. Entre les esglésies cristianes estan les ja esmentades de sant Pau i sant Pere, però a més hi ha quatre pertanyents al moviment Newfrontiers; algunes esglésies catòliques de polonesos i italians, una casa de trobada per als mormons i diverses esglésies que apleguen cristians de diferents idiomes. Les comunitats de quakers, testimonis de Jehovà tenen els respectius llocs de trobada.
També hi ha dues mesquites; el temple sikh més gran del regne Unit, construït fora de Londres; i dos temples induistes el Guru Ravidass i el Valmiki. No hi ha sinagoga a Bedford però la comunitat jueva de la contrada Bedfordshire Progressive Synagogue, amb base a Luton, fa trobades a Bedford un cop al mes.
A Bedford hi ha un centre de Wicca i la Panacea Society creu que aquesta ciutat tindrà un paper important en la segona arribada de Jesús i que a Bedford estava el bíblic jardí de l'Edèn.